# Мъхната многоножка
Мъхнатите многоножки (Polyxenus lagurus) са вид диплоподи от семейство Polyxenidae.
Таксонът е описан за пръв път от Карл Линей през 1758 година.

## Подвидове
- Polyxenus lagurus caucasicus